# Hamm-Norden
Hamm-Norden (früher Nordenfeldmark) ist ein Stadtteil der westfälischen Großstadt Hamm. Im Jahr 1975 wurde er auf die Stadtbezirke Hamm-Bockum-Hövel und Hamm-Heessen aufgeteilt.

## Geographie

### Lage
Hamm-Norden liegt nördlich des Zentrums der Stadt Hamm. Im Süden grenzt der Stadtteil an die Lippe.

### Gliederung
Hamm-Norden wird durch die Grenze der beiden Stadtbezirke Hamm-Bockum-Hövel und Hamm-Heessen geteilt. Sie verläuft am westlichen Böschungsrand der Bahnstrecke Münster–Hamm von der Lippe bis zur Grenze der ehemaligen Gemeinde Heessen am Killwinkel.

### Nachbarorte
Hamm-Norden grenzt im Uhrzeigersinn im Westen beginnend an Bockum-Hövel#Hövel, Kötterberg (mit Killwinkel), Heessen und an das Hammer Zentrum.

## Geschichte
Die ursprüngliche Bezeichnung für dieses Gebiet war ab der Stadtgründung Nordenfeldmark. Am 1. Januar 1975 wurden die Städte Bockum-Hövel (bisher im Kreis Lüdinghausen) und Heessen (bisher im Kreis Beckum) zusammen mit drei weiteren Gemeinden in die Stadt Hamm eingegliedert. Bockum-Hövel und Heessen waren münsterländisch geprägt. Hamm-Norden wurde ungefähr zu gleichen Teilen auf die neu gebildeten Stadtbezirke Hamm-Bockum-Hövel und Hamm-Heessen aufgeteilt.

## Grenze zum Münsterland
Bei der ehemaligen Grenze zu Bockum-Hövel und Heessen handelt es sich um eine sehr alte Grenze zum Süden des Münsterlandes und zugleich zwischen dem Regierungsbezirk Münster und dem Regierungsbezirk Arnsberg. Der Grenzverlauf ab der Lippe ist wie folgt: Etwa 100 m östlich der Brücke der Römerstraße führt die Grenze von der Lippe weg nach Norden, überquert den Bockumer Weg, verläuft nördlich des Herbert-Sandhoff-Weges entlang und schwenkt vor der Mazatlanstraße nach Norden ab. Sie trifft an der Kohlbahntrasse auf die ehemalige Grenze zwischen Bockum-Hövel und Heessen. Anschließend führt sie diese Kohlbahntrasse in östlicher Richtung entlang und trifft in deren Verlängerung auf die Bahnstrecke Münster–Hamm. Dort bildet sie einen spitzen Winkel und verläuft etwa 300 m nach Nordwesten bis etwa 100 m südlich des Hauses Killwinkel. Hier bildet die Grenze erneut einen spitzen Winkel und verläuft für etwa 600 m die Umgehungsbahn entlang. Dann verläuft sie wieder in nördlicher Richtung und überquert die Killwinkler und die Warendorfer Straße jeweils in der Nähe der Bundesstraße B 63. Diese überquert sie und verläuft an ihrem östlichen Straßenrand bis kurz hinter dem Alfred-Weber-Weg, dem sie kurz folgt und den sie nach einem Schwenk nach Norden, der bis zum August-Schüttken-Weg führt, kurz vor dem Vogelsang überquert. Sie quert auch den Bernard-Droste-Weg, die Anhalter Straße und den Sachsenweg. Anschließend verläuft sie hauptsächlich den Sachsenring entlang, überquert die Heessener Straße und erreicht wieder die Lippe.

## Verkehr

### Straßen
Die Bundesstraße B 63 verbindet Hamm-Norden mit Walstedde und Drensteinfurt. Die Landesstraße L 507 führt im Westen nach Werne und Selm, im Osten nach Dolberg und Beckum. Die Kreisstraße K 12 führt im Westen nach Hövel, Bockum, Horst und Werne.

### Öffentlicher Personennahverkehr
Hamm-Norden wird von den Linien 2, 4 und 9 mit Bockum und Hövel und mit den Linien 11 und 12 mit Heessen sowie mit allen diesen Linien mit dem Hammer Stadtzentrum verbunden. Außerdem gibt es die Schnellbuslinie S 10 und die Regionallinie R 14 der Verkehrsgesellschaft Kreis Unna nach Werne und Lünen sowie die Regionallinie R 37 nach Dolberg und Beckum.